# Philornis torquans
Philornis torquans är en tvåvingeart som först beskrevs av Nielsen 1913.  Philornis torquans ingår i släktet Philornis och familjen husflugor. Inga underarter finns listade i Catalogue of Life.